# 沃夫奇
48°35′33″N 23°5′57″E / 48.59250°N 23.09917°E
沃夫奇（烏克蘭語：Вовчий），是烏克蘭西部的村莊，隸屬外喀爾巴阡州的穆卡切沃區。該村始建於1905年，面積0.053平方公里，海拔高度326米，2001年人口58，人口密度每平方公里1,094.34人。